# Kerncentrale Three Mile Island

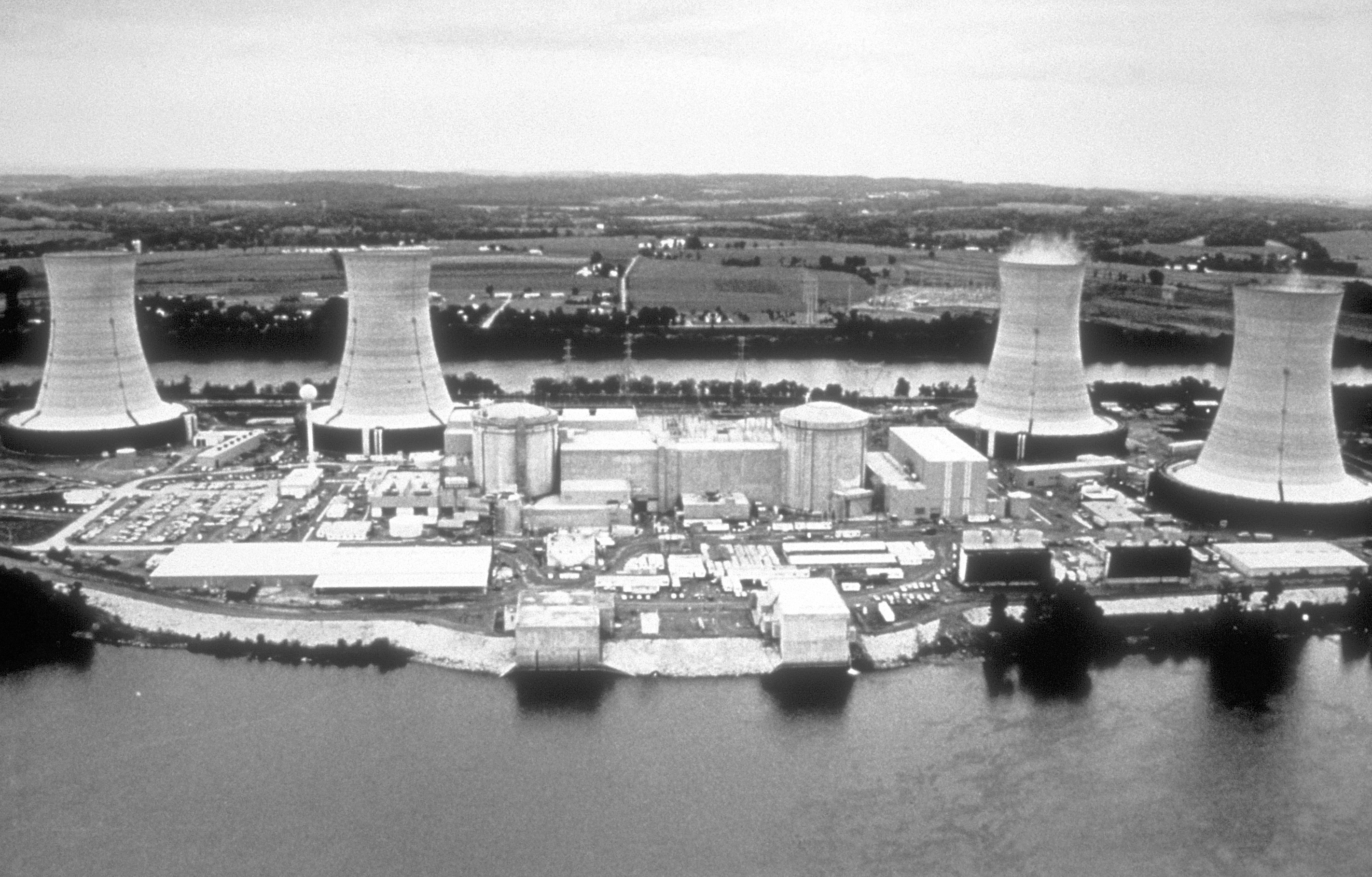
Three Mile Island

Three Mile Island is een kerncentralepark in Harrisburg, Pennsylvania. De kerncentrale ligt op een eiland in de Susquehanna en beschikt over twee drukwaterreactoren genaamd TMI-1 en TMI-2. De opdracht voor de bouw van de kerncentrales werd gegeven door General Public Utilities Corporation, later hernoemd tot GPU Incorporated. In 2010 ging het geheel op in Exelon, na een fusie van PECO Energy en Unicom. Unicom was destijds de eigenaar van de kerncentrales. Op 28 maart 1979 vond in TMI-2 het ernstigste kernongeval in een civiele kernreactor in de Verenigde Staten plaats.

## Ongeval
Op 28 maart 1979 leidde een betrekkelijk kleine storing in het secundaire koelcircuit tot een kernsmelting (of meltdown) in eenheid TMI-2 waarbij een aanzienlijke hoeveelheid straling in de atmosfeer kwam. Die storing zorgde ervoor dat de temperatuur in het primaire koelwater ging stijgen. Zoals het hoort, schakelde de reactor hierna automatisch uit door middel van een noodstop, dit gebeurde in ongeveer een seconde.
In het primaire koelsysteem dat de restwarmte als gevolg van het radioactief verval moet afvoeren ontstond een hoge druk. Hierdoor opende een veiligheidsventiel. Dit ventiel ging echter niet meer dicht toen de druk voldoende was gezakt, en deze fout kon door het ontwerp van de centrale door de operatoren ook niet vanaf het controlepaneel worden waargenomen. Hierdoor ging zo een groot deel van de primaire koelvloeistof verloren dat er stoombellen in de leidingen in de reactor ontstonden waardoor de koeling van de reactor niet meer voldoende was en de temperatuur bleef oplopen. Hierdoor werd de reactorkern ernstig beschadigd. Bij het ongeval zijn radioactieve gassen geloosd in de atmosfeer.
Three Mile Island-1, TMI-1, was niet in gebruik toen het ongeval gebeurde. Deze centrale lag stil om deze van nieuwe kernbrandstof te voorzien. In oktober 1985 kwam TMI-1, ondanks protesten, weer in gebruik.

## Sluiting
In 2017 gaf de eigenaar aan de centrale te gaan sluiten. De centrale draaide met verlies vanwege de lage elektriciteitsprijzen. Op 21 september 2019 werd de centrale definitief stilgelegd. Er werkten op dat moment nog circa 675 personen in de centrale. Ongeveer 300 werknemers blijven de komende jaren werken in de centrale.

## Heropening
In 2020 werd de centrale opgekocht door Constellation Energy om ze te saneren. In september 2024 maakte het echter bekend de reactor terug op te willen starten om tegen 2028 energie aan Microsoft te leveren.

## Reactoren
| Reactor             | Type             | Netto vermogen | Bruto vermogen | Start bouw | Inbedrijfname | Commerciële levering | Stillegging                     |
| ------------------- | ---------------- | -------------- | -------------- | ---------- | ------------- | -------------------- | ------------------------------- |
| Three Mile Island-1 | drukwaterreactor | 786 MW         | 837 MW         | 18-05-1968 | 19-06-1974    | 02-09-1974           | 2019                            |
| Three Mile Island-2 | drukwaterreactor | 880 MW         | 959 MW         | 01-11-1969 | 12-04-1978    | 30-12-1978           | 28-03-1979 (Reactor vernietigd) |